# 유해물질 제한지침
유해물질 제한지침(Restriction of Hazardous Substances Directive)은 유럽연합(EU)에서 시행되며 해로운 물질을 사용한 전자제품이나, 전기기기를 제한하는 지침이다. 일반적으로 RoHS (알오에이치에스)라고 적는다. 2003년 2월에 WEEE(Waste Electrical and Electronic Equipment)의해 제정 공포되고 2006년 7월 1일에 발효되었다. 중국에서도 이와 비슷한 제도 RoHS(일명 China RoHS)를 시행을 하고 있어 유럽에서 정한 6가지 품목과 유럽에서 규제 대상이 아니지만, 과학기기나 의학 장비도 중국의 RoHS에는 규제 대상에 포함되어 있다.

## 제한물질
- 납
- 카드뮴
- 수은
- 6가 크롬
- 프탈레이트
- 브롬계 난연제:PBBs, PBDEs

## 인증기관
넴코, 스웨덴의 셈코, 영국의 유카스, 독일의 튀프 라일란트 등 환경 인증기관들이 RoHS 규격을 만들고 영업을 하고 있다. 한국에서는 유럽의 RoHS와 관련하여 한국기계전기전자시험연구원(KTC), 한국화학융합시험연구원 및 한국산업기술시험원 등을 통해 RoHS 화학분석 시험을 진행하거나 IEC 내 IECQ-HSPM 등의 국제 프로세스인증서(또는 공정인증서라고도 한다)를 발급받아 대응할 수 있다.

## 같이 보기
- REACH
- 전자 쓰레기
- 그린 컴퓨팅
- WEEE 지침